# 桝澤怜
桝澤 怜（ますざわ りょう、1993年8月1日 - ）は、神奈川県相模原市出身の元社会人野球選手。右投右打。

## 経歴
8歳の時に野球を始め、相模原市立淵野辺東小学校時代は中渕少年野球部に所属し、相模原市立共和中学校に進学後は硬式野球（シニアリーグ）の海老名リトルシニアに所属した。
高校は東京都八王子市の八王子学園八王子高校に進学。甲子園出場経験はない。
高校卒業後は亜細亜大学に進学。3年秋に初めて大学日本代表に召集され、4年時の2015年7月には第28回夏季ユニバーシアードに出場し優勝を果たした。
大学卒業後は社会人野球のNTT東日本に入社。1年目から都市対抗野球大会や社会人野球日本選手権大会に出場し、2年目の2017年には第88回都市対抗野球大会の優勝メンバーとなっている。
2023年シーズン終了後に現役引退。引退後は社業に専念する。